# Бабич, Александр Александрович
Алекса́ндр Алекса́ндрович Ба́бич (укр. Олександр Олександрович Бабич; род. 15 февраля 1979, Коммунарск, Ворошиловградская область) — украинский футболист, защитник; тренер.

## Биография
В одесский «Черноморец» перешёл в январе 2009 года. Выступал за команды «Кремень» из города Кременчуг, «Днепр-2» и «Днепр-3», «Полиграфтехника», махачкалинский «Анжи» и харьковский «Металлист». 15 июля 2010 года избран капитаном команды «Черноморец» Одесса. В марте 2012 года Бабич завершил карьеру из-за травмы. Сразу после окончания карьеры футболиста Бабич поступил на курсы лицензирования Федерации футбола Украины. С апреля по ноябрь Александр Александрович проходил обучение, по завершении которого получил тренерскую лицензию УЕФА категории А. Данный диплом позволяет работать главным тренером команд всех дивизионов, за исключением премьер-лиги.
16 декабря 2014 года был назначен исполняющим обязанности главного тренера ФК «Черноморец» (Одесса), после того как главный тренер «моряков» Роман Григорчук расторгнул контракт с командой. 10 февраля 2017 года Александр Бабич завершил обучение по программе «PRO» — диплом УЕФА, и получил соответствующую лицензию международного образца. 25 февраля 2017 года был официально назначен на должность главного тренера одесского «Черноморца».